# Лез-Анфер
Лез-Анфер (фр. Les Enfers) — громада  в Швейцарії в кантоні Юра, округ Франш-Монтань.

## Географія
Громада розташована на відстані близько 50 км на північний захід від Берна, 25 км на захід від Делемона.
Лез-Анфер має площу 7,1 км², з яких на 2,7% дозволяється будівництво (житлове та будівництво доріг), 48,9% використовуються в сільськогосподарських цілях, 47,9% зайнято лісами, 0,4% не є продуктивними (річки, льодовики або гори).

## Демографія
2019 року в громаді мешкало 149 осіб (-9,1% порівняно з 2010 роком), іноземців було 3,4%. Густота населення становила 21 осіб/км².
За віковим діапазоном населення розподілялося таким чином: 22,8% — особи молодші 20 років, 65,1% — особи у віці 20—64 років, 12,1% — особи у віці 65 років та старші. Було 55 помешкань (у середньому 2,7 особи в помешканні).
Із загальної кількості 49 працюючих 33 було зайнятих в первинному секторі, 4 — в обробній промисловості, 12 — в галузі послуг.